# Villa Park, Illinois
Villa Park là một làng thuộc quận DuPage, tiểu bang Illinois, Hoa Kỳ. Năm 2010, dân số của làng này là 21904 người.

## Dân số
Dân số qua các năm:
- Năm 2000: 22075 người.
- Năm 2010: 21904 người.